# Friedrich Bessel
Friedrich Bessel (alemany: Friedrich Wilhelm Bessel)  (Minden, 22 de juliol de 1784 - Königsberg, 17 de març de 1846) fou un matemàtic i astrònom alemany, sistematitzador de les funcions de Bessel (les quals, malgrat el seu nom, van ser descobertes per Daniel Bernoulli). Fou coetani de Carl Gauss, que també era matemàtic i astrònom.

## Vida i Obra
Era fill d'un funcionari modest i als 14 anys va passar a ser aprenent en una companyia mercantil (Kulenkamp & Söhne) d'importacions i exportacions de Bremen. De ben jove es va convertir en el seu comptable i la confiança en el seu treball el va portar a dirigir les seves habilitats matemàtiques cap a problemes de navegació, això el va portar a fixar el seu interès en l'astronomia com procediment per a determinar la longitud. També va estudiar pel seu compte llengües estrangeres i matemàtiques.
El seu treball tan conscienciós va cridar l'atenció d'una de les figures de l'astronomia alemanya, Heinrich Wilhelm Olbers, per precisar en els càlculs de l'òrbita del cometa 1P/Halley. Gràcies al seu suport va poder trobar feina a l'observatori de J.H. Schröter, instal·lat a Lilienthal, prop de Bremen, on va començar a treballar amb total dedicació a partir de 1806.
A suggeriment d'Olbers va analitzar i classificar les observacions i mesuraments estel·lars de posició, efectuats anteriorment per James Bradley, d'unes 3.000 estrelles; en aquesta tasca va demostrar un zel i precisió tal que el Kàiser Guillem II de Prússia el va nomenar director de l'Observatori de Königsberg (actual Kaliningrad), on va passar la resta de la seva vida malgrat la seva constant queixa del clima local.
Després d'efectuar delicats mesuraments de certes constants fonamentals (aberració i refracció atmosfèrica), que refinà i tabulà, va rebre l'any 1811 un premi de l'Institut de França per les seves noves taules de correccions que va publicar en el seu Fundamenta Astronomiae (Fonaments d'Astronomia) (1818).

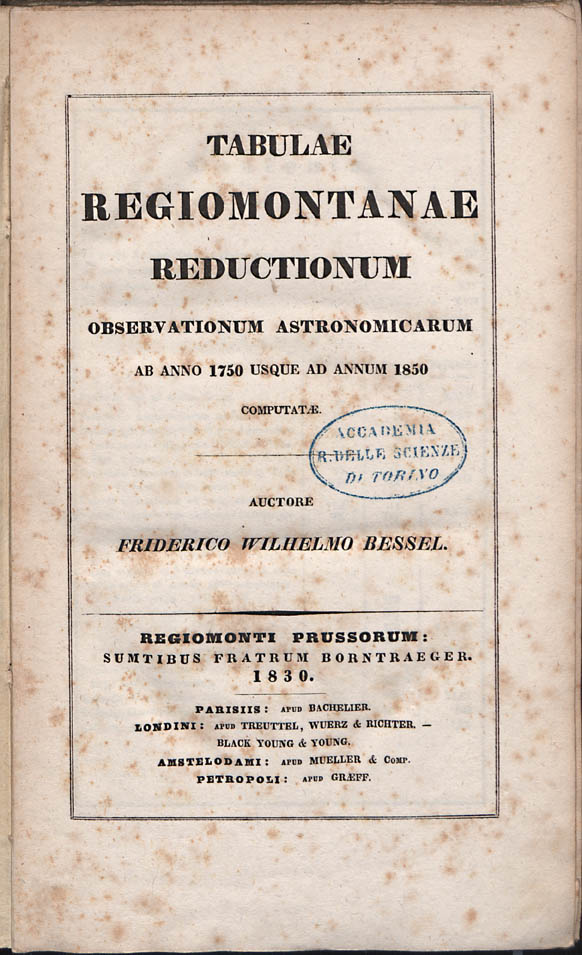
Tabulae Regiomontanae reductionum observationum astronomicarum ab anno 1750 usque ad annum 1850 computatae, 1830

Cercant millorar la precisió dels seus instruments va substituir el vell trànsit meridià (construït per Dollond) i el cercle de Cary per un nou cercle meridià construït per Reichenbach-Ertel; a 1841 va instal·lar un cercle de Repsold. En aquestes dates el seu Tabulae Regiomontanae (Taules de Königsberg) estaven en ús ja en gairebé tots els observatoris del món, per la seva extensió i exactitud.
Coneixent l'elevada precisió dels seus instruments, va intentar determinar la paral·laxi de les estrelles més properes, treballant amb un heliòmetre construït per Joseph von Fraunhofer: va triar per a això l'anomenada 61 Cygni que, segons el seu moviment propi (5,2" a l'any), hauria de ser una de les més propera al nostre planeta; al cap de 18 mesos d'observacions (finals de 1838) va calcular que la paral·laxi era igual a 0,314" ± 0,020" (el valor més actual calculat d'aquesta magnitud és de 0,292" ± 0,0045"): l'estrella distava més de 657.000 vegades la distància Terra - Sol. Només més tard es mesurarien las paral·laxis de Vega i Alfa Centauri, resultant aquesta última la més propera a la Terra: 0,77" i 4,3 anys llum de distància.

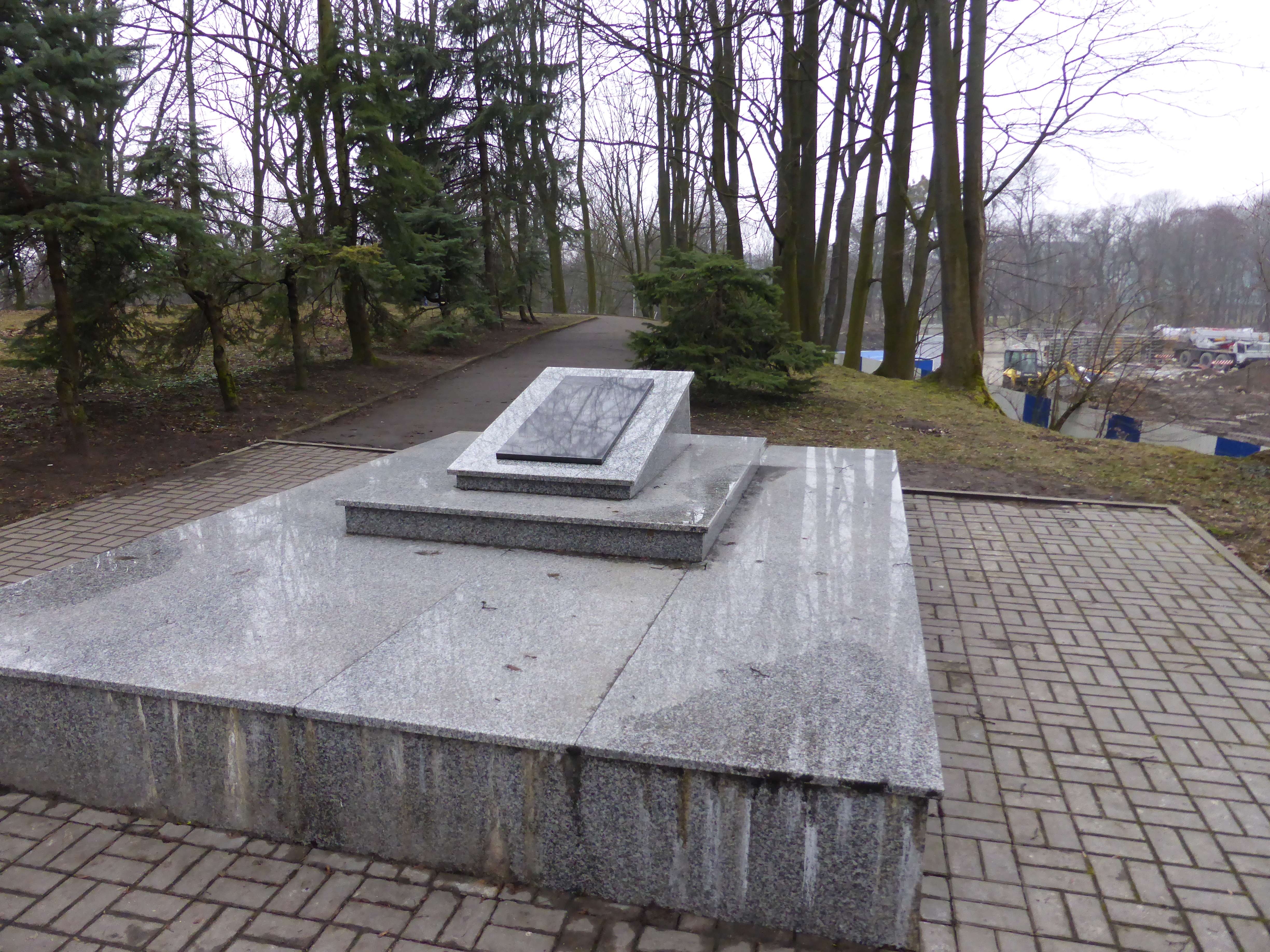
Tomba reconstruïda de Bessel al cementiri dels professors de Kaliningrad (la original va ser destruïda durant la Segona Guerra Mundial).

Després de molts anys de treball i dedicació va publicar un catàleg amb les posicions precises d'unes 75.000 estrelles de l'hemisferi nord. En 1844, analitzant les posicions micromètriques de dues estrelles fonamentals del catàleg de l'astrònom anglès Nevil Maskelyne (Sirius i Proció), va comprovar que el seu moviment aparent pel cel era erràtic com si estiguessin afectats per un altre "cos" molt proper però invisible. Utilitzant les seves pròpies observacions deduir l'òrbita del company de Sirius, l'estrella nana blanca Sirius B (també coneguda com el Cadell) que no seria descoberta fins a l'any 1862 per Alvan Graham Clark; la companya de Proció seria descoberta en 1895. Aquestes descobertes no serien conegudes en vida de Bessel que morí de càncer pocs mesos després d'aquesta hipòtesi.
Tot i la importància dels descobriments astronòmics de Bessel, no es va limitar a l'estudi d'aquesta disciplina, sinó que també va fer aportacions importants en d'altres camps científics, entre les quals la més notable va ser la de les funcions de Bessel, unes equacions diferencials que tenen aplicacions en molts camps de la física.
El 1875 es van publicar a Leipzig, en tres volums, les seves obres amb el títol d'Abhandlungen von F.W. Bessel que incloïen més d'un centenar d'articles sobre moviments del planetes, astronomia esfèrica, moviments estel·lars, instruments astronòmics, matemàtiques, geodèsia, geofísica i altres temes.